# Champian Fulton

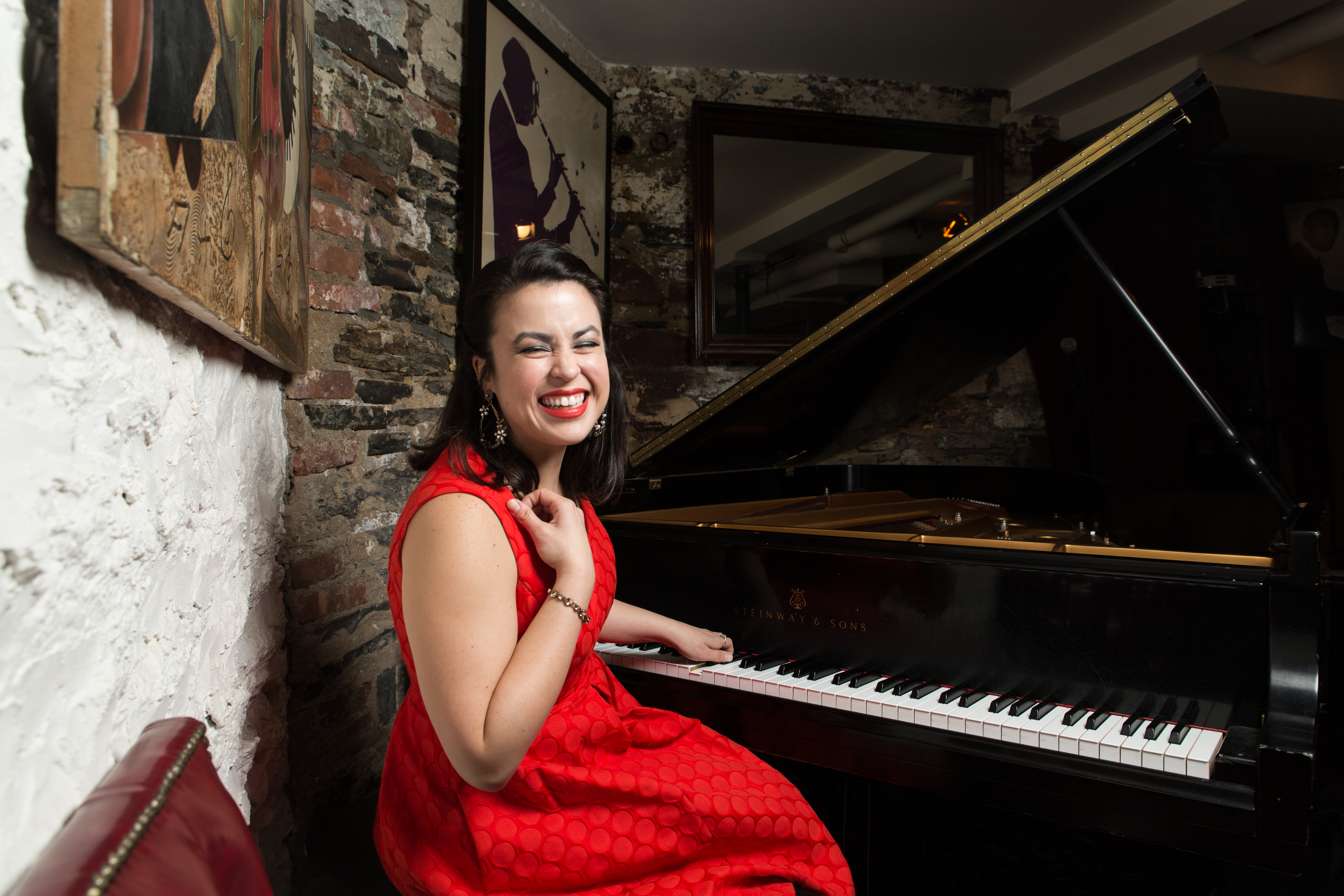
Champian Fulton

Champian Fulton (* 12. September 1985 in Norman, Oklahoma) ist eine US-amerikanische Jazzpianistin und -sängerin.

## Leben und Wirken
Champian Fultons Vater ist der Trompeter und Flügelhornspieler Stephen Fulton, der mit Clark Terry befreundet ist. Bereits in der Highschool arbeitete sie mit eigenen Bands in LeMars (Iowa), wo ihr Vater als Leiter des Clark Terry Institute for Jazz Studies tätig war. 2001 hatte sie ein erstes Engagement in Maker's Cigar & Piano Bar in Oklahoma City. Sie studierte dann Musik am Konservatorium der State University of New York at Purchase und zog anschließend nach New York City, um in Jazzclubs und Restaurants in Manhattan mit Standards-Interpretationen aufzutreten, u. a. im Birdland, Lincoln Center, Smalls und im Dizzy’s. 
Im Jahr 2006 nahm sie ihr Debütalbum mit den Sultans of Swing unter Leitung von David Berger auf, 2011 konzertierte sie in Deutschland mit der WDR Big Band Köln im Programm Songs from the Thirties. Sie arbeitete um 2012 im Trio mit dem Bassisten Neal Miner und dem Schlagzeuger Fukushi Tainaka; im Laufe ihrer bisherigen Karriere spielte sie u. a. mit Jimmy Cobb, Frank Wess, Lou Donaldson und Louis Hayes.
2014 brachte Cellar Live (Cory Weeds’ Cellar Jazz Club) das Album Change Partners: Live at the Yardbird Suite (mit Jodi Proznick (b), Julian MacDonough (dr) und Cory Weeds (ts)) heraus.

## Auszeichnungen
Beim Critic’s Poll des Down Beat wurde Fulton 2013 und 2014 bester Newcomer (Rising star) ausgezeichnet; 2006 war sie Finalistin beim Kathleen B. Turner Jazz Piano Competition der University of West Florida. 2009 erhielt sie den American Music Award in der Kategorie Bester Jazzvokalist und Pianist des Jahres.

## Diskographische Hinweise
- Champian Fulton with David Berger & The Sultans of Swing (2007)
- Sometimes I'm Happy (2010)
- The Breeze And I (2011)
- Sings and Swings (Sharp Nine, 2012)
- Speechless (2017)
- Birdsong (2020)[3]
- Live from Lockdown (2021), mit Stephen Fulton
- Meet Me at Birdland (2023)
- Flying High - Big Band Canaries Who Soared (2024)